# Prins Saud bin Jalawistadion
Het Prins Saud bin Jalawistadion (Arabisch: مدينة الأمير سعود بن جلوي الرياضية) is een multifunctioneel stadion in Khobar, een stad in Saoedi-Arabië. 
Het is geopend in 1983. Het wordt vooral gebruikt voor voetbalwedstrijden de club Al-Qadisya. In het stadion passen ongeveer 20.000 toeschouwers. Het werd ontworpen door architecten Michael KC Cheah en Steph McPherson. Het werd ook gebruikt voor een aantal internationale kwalificatiewedstrijden voor het Aziatisch kampioenschap voetbal onder 20 van 2023.